# Hombres (serie de televisión)
Hombres es una serie de televisión colombiana escrita por Mónica Agudelo y producida por RCN Televisión entre 1996 y 1997. Estuvo protagonizada por Margarita Rosa de Francisco y Nicolás Montero y con las participaciones especiales de Alejandra Borrero, Luis Mesa y Gerardo de Francisco. La serie alcanzó un gran éxito y unos altos niveles de audiencia en su país de origen.

## Argumento
Hombres, es ante todo, una historia acerca del mundo masculino, mostrada a través de un personaje femenino, protagónico, y seis personajes masculinos centrales, cada uno de los cuales desarrolla y asume un conflicto propio de su sexo. Ya no son las mujeres las que hablan de las mujeres. Ya no son las mujeres preocupadas por “esos kilos de más”, ahora son los hombres confrontando sus cuerpos, sus canas, sus arrugas, el paso del tiempo ante los espejos. Aquí no hay lamentos femeninos por causa de los hombres. Las angustias del “sexo débil” quedan en segundo plano para dar paso a las debilidades del “sexo fuerte”. Pero HOMBRES no es una historia que quiera perpetuar la “batalla entre los sexos”. HOMBRES asume el compromiso de reconciliarlos.
El ambiente en que se desarrolla la historia es el mundo de los negocios de la bolsa de valores y su línea de conducción, una historia de amor central, entre la protagonista, Secretaria General de la Bolsa de Bogotá y un hábil y eficiente corredor de bolsa de una importante firma: dos jóvenes ejecutivos, escépticos del amor y de la posibilidad de un entendimiento real entre hombres y mujeres, se encuentran para mostrarnos la dificultad de las relaciones afectivas entre los dos sexos, su aparente imposibilidad y por tanto la complejidad de los mundos masculinos y femeninos cuando se ven abocados al “desastre” que se produce en sus vidas cuando aparece el amor.

## Elenco
- Margarita Rosa de Francisco - Antonia Miranda
- Nicolás Montero - Julián Quintana
- Alejandra Borrero - María Fernanda "Mafe" Acosta
- Luis Mesa - Santiago Arango
- Gloria Gómez - Laura
- Gustavo Angarita - Ricardo Contreras
- Luis Fernando Hoyos - Daniel Rivera "La Rata"
- Orlando Pardo - Simón McAllister
- Ernesto Benjumea - Tomás Holguín
- Ana María Kamper - Eugenia de Miranda
- Jennifer Steffens - Cecilia
- Claude Pimont - Marcel
- Gerardo de Francisco - Mario "El pulpo" Miranda
- Martín de Francisco - Lucas Contreras
- Aura Cristina Geithner - María del Pilar Velázquez "Lilica"
- Katherine Vélez - Ángela
- Maurizio Konde
- Patricia Maldonado - Socorrito
- Lyda Mezinger
- Ana Bolena Ramírez
- Biata Roldán

## Ficha técnica
- Libretos: Mónica Agudelo Tenorio
- Dirección: Carlos Mayolo
- Duración: 85x60

## Versiones
- En 2001 la televisora mexicana TV Azteca lanzó su remake llamado Lo que es el amor, protagonizada por Leonardo García y Claudia Ramírez.
- En 2013 TV Azteca estrenó un segundo remake bajo el nombre de Hombre tenías que ser, protagonizada por Ivonne Montero y Víctor González.[1]

- En 2023 Prime Video lanza una nueva versión bajo el título Manes, protagonizada por Laura Londoño y Sebastián Carvajal.